# 宮條優子
宮條 優子（くじょう ゆうこ、1967年12月15日 - ）は日本のAV女優。

## 概要・経歴
東京都出身。1986年に瞳まで濡らしてでアダルトビデオ（AV）デビュー。1988年のウォンテッドが事実上の引退作。

## 出演作品

### アダルトビデオ
- 瞳まで濡らして（1986年、VIP）
- 情事 口感度No.1（1986年、VIP）
- 艶熟（1986年、VIP）
- 煽情（1986年、VIP）
- 女から淫へ（1987年、パピオン）
- ふくんであげる（1987年、saravah）
- 妖しい季節（1988年、宇宙企画）
- 淫乱白書（1988年、ヤヌスプランニング）
- ロマンコレクション・ナメズリパイパイ（1988年、アテナ映像）
- ウォンテッド（1988年、パピオン）

### 映画
- みつめないで 宮條優子 （3D）（1987年、にっかつ撮影所：監督 坂田勝平）[2]

## 書籍

### 写真集
- マドンナメイト写真集 宮條優子(1987)

### 雑誌
- DELUXEマガジン1987年5月号